# Байрон, Уильям, 4-й барон Байрон
Уильям Байрон (англ. William Byron; 4 января 1670 — 8 августа 1736) — английский аристократ, 4-й барон Байрон с 1695 года. Принадлежал к влиятельному рыцарскому роду, представители которого с XI века владели землями в Ноттингемшире и с 1322 года заседали в парламенте. После смерти в 1695 году отца, Уильяма Байрона, 3-го барона Байрона, унаследовал семейные владения и титул. Служил при дворе в качестве джентльмена опочивальни принца-консорта Георга Датского (мужа королевы Анны).
Барон был женат трижды. Первая супруга, Мэри Эгертон, дочь Джона Эгертона, 3-го графа Бриджуотера, и Джейн Поулетт, умерла в 1702/03 году. В 1706 году Байрон женился на Фрэнсис Вильгельмине Бентинк, дочери Уильяма Бентинка, 1-го графа Портленда, и Анны Вильерс. В этом браке родились:
- Джордж (1707—1719);
- Уильям (1709—1709);
- Уильям Генри (родился и умер в 1710)[6];
- Фрэнсис (1711—1724).

Баронесса Фрэнсис Вильгельмина умерла в 1712 году. В 1720 году Байрон женился в третий раз — на Фрэнсис Беркли, дочери Уильяма Беркли, 4-го барона Беркли из Страттона, и Фрэнсис Темпл. В этом браке родились:
- Изабелла (1721—1795), жена Генри Говарда, 4-го графа Карлайла;
- Уильям (1722—1798), 5-й барон Байрон;
- Джон (1723—1786);
- Ричард (1724—1811);
- Чарльз (1726—1731);
- Джордж (1730—1789)[8].